# Aglaia rufibarbis
Aglaia rufibarbis är en tvåhjärtbladig växtart som beskrevs av Henry Nicholas Ridley. Aglaia rufibarbis ingår i släktet Aglaia och familjen Meliaceae. Inga underarter finns listade i Catalogue of Life.